# 複合酸化物顔料工業会
複合酸化物顔料工業会（ふくごうさんかぶつがんりょうこうぎょうかい、英文名称Japan Complex Inorganic Colored Pigments Association、略称：JCICPA）は、日本の複合酸化物顔料メーカーによる業界団体。

## 概要
- 本部 - 〒106-0032 東京都港区六本木五丁目18番17号 化成品会館内
- 沿革
  - 2004年（平成16年）4月1日 - ポリオレフィン等衛生協議会加盟企業のうち、複合酸化物顔料を製造するメーカーが集まって複合酸化物顔料工業会発足
- 主な事業
  - 複合酸化物顔料に関する調査統計・広報活動
  - 複合酸化物顔料の生産技術・流通に関する研究

※ 複合酸化物顔料とは2種類以上の酸化物を焼成した顔料を指し、焼成顔料とも呼ばれている。